# 'Eua
 'Eua is een eiland in Tonga. Het is 87 vierkante km groot en het hoogste punt is 330 m. Notopteris macdonaldi en Pteropus samoensis zijn er als fossiel bekend, maar dat is niet helemaal zeker. De Tongavleerhond (Pteropus tonganus) komt er in ieder geval voor.